# Арнульфинги
 Арну́льфинги (фр. Arnulfiens, нем. Arnulfinger) — знатный франкский род.

## Происхождение
Ведёт своё происхождение от Арнульфа Мецского. В результате брака Анзегизеля Австразийского, сына Арнульфа Мецского и Бегги Анденской, дочери Пипина I Ланденского, династии Арнульфингов и Пипинидов (от «Пипин», позже — Каролингов, от «Карл») породнились. Потомком двух могущественных родов стал Пипин II Геристальский (ок. 635 — 16 декабря 714) — герцог франков, известный также как Пипин Средний.